# Гаас, Гуго
Гуго Гаас (чеш. Hugo Haas; 19 февраля 1901, Брно — 1 декабря 1968, Вена) — чешский кинорежиссёр, актёр, сценарист и продюсер. Брат композитора Павла Гааса.

## Жизнь и творчество
Г. Гаас родился в семье торговца-еврея. По окончании средней школы, где он также обучался пению, Гаас играет на сцене Национального театра в Брно. Затем выступал на сценах Оломоуца и Остравы, а 1925 года играл в пражском Национальном театре, сыграл роли в трёх немых фильмах. В 1930-х годах актёр снимается в популярных комедиях, таких, как Muži v offsidu (1931), Dobrý voják Švejk (1931), Život je pes (1933) и Ať žije nebožtík (1935). В 1936 году Гааc дебютирует также как режиссёр в фильме-комедии Velbloud uchem jehly (Верблюд через игольное ушко). В 1937 году он снимает антифашистский фильм «Белая болезнь» по пьесе К.Чапека, в котором сам играет главную роль доктора Галена. В 1939 году, после оккупации Чехословакии немцами Гаас, как еврей, изгоняется из пражского Национального театра и уезжает во Францию. Затем, через Испанию и Португалию, приезжает в США. С 1944 года он играет в Голливуде роли второго плана лиц различных национальностей.
С 1951 года Г. Гаас работает в Голливуде уже и как режиссёр. Его лучший фильм в этот период — драма-нуар Lizzie (1957) с Элеанор Паркер в главной роли. Последним им снятым фильмом в США была автобиографическая драма Paradise Alley (1962). В начале 1960-х годов Г.Гаас возвращается в Европу, и в 1963 году, на 80-летие Народного театра, приезжает в Чехословакию. Свою последнюю роль артист сыграл в английском детективе The Strange Affair. Скончался в Вене, похоронен на еврейском кладбище в Брно. В 2000 году, посмертно, Г. Гаасу было присвоено звание почётного гражданина города Брно.

## Фильмография

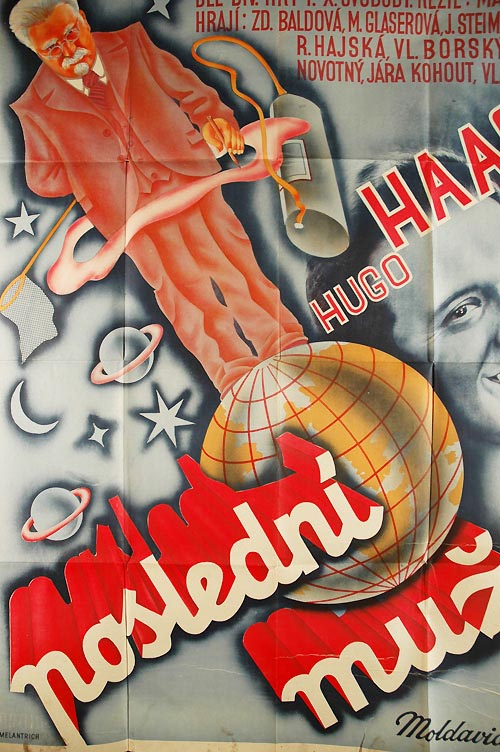
Афиша фильма «Последний муж» (1934) с Г.Гаасом в главной роли

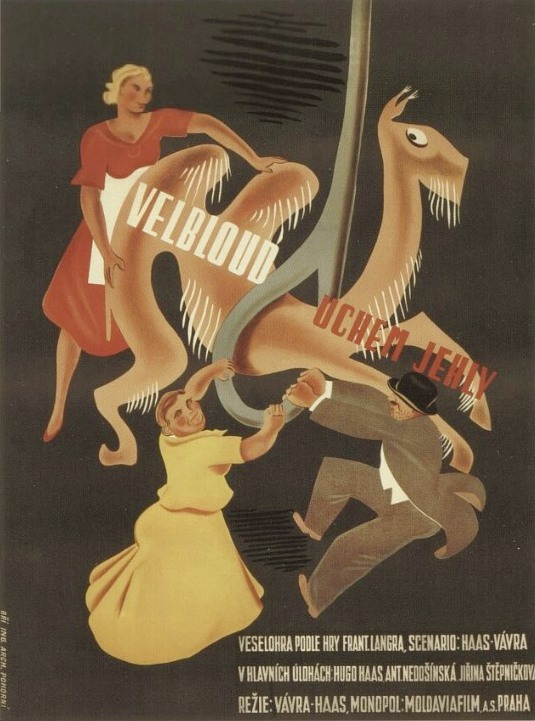
Плакат фильма «Верблюд — через игольное ушко»

### В эмиграции
- 1964 Pianola
- 1962 Paradise Alley
- 1960 «Bonanza»
- 1960 «Adventures in Paradise»
- 1959 Born to Be Loved
- 1956-57 «Telephone Time» (телесериал)
- 1957 Lizzie
- 1957 «Наезд» / Hit and Run
- 1956 Edge of Hell
- 1955 The Tender Trap
- 1953-54 «The Ford Television Theatre» (телесериал)
- 1954 Другая женщина / The Other Woman
- 1954 Bait
- 1953 Thy Neighbor’s Wife
- 1953 Признание одной девушки / One Girl’s Confession
- 1952 Странное увлечение / Strange Fascination
- 1951 The Girl on the Bridge
- 1951 Соблазнение / Pickup
- 1950 Vendetta
- 1950 King Solomon’s Mines
- 1949 The Fighting Kentuckian
- 1949 «Your Show Time» (телесериал)
- 1948 For the Love of Mary
- 1948 Casbah
- 1948 My Girl Tisa
- 1947 Merton of the Movies
- 1947 The Foxes of Harrow
- 1947 Northwest Outpost
- 1947 Fiesta
- 1947 The Private Affairs of Bel Ami
- 1947 Leben des Galilei
- 1946 Holiday in Mexico
- 1946 Two Smart People
- 1945 Dakota
- 1945 What Next, Corporal Hargrove?
- 1945 Ревность / Jelaousy
- 1945 Колокол Адано / A Bell for Adano
- 1945 Documents secrets
- 1944 The Princess and the Pirate
- 1944 Mrs. Parkington
- 1944 Strange Affair
- 1944 Летняя буря
- 1944 Days of Glory

### В Чехословакии
- 1938 Co se šeptá … Vilém Gregor
- 1938 Svět, kde se žebrá … Josef Dostál
- 1938 Andula vyhrála … Pavel Haken
- 1937 Děvčata, nedejte se! … Prof. Emanuel Pokorný
- 1937 Белая болезнь … д-р Гален
- 1936 Dobrodinec chudých psů … Pohodný Tobiáš
- 1936 Ulička v ráji … Tobiáš
- 1936 Tři muži ve sněhu … Továrník Bárta
- 1936 Švadlenka … Francois Lorrain
- 1936 Mravnost nade vše … Prof. Antonín Karas
- 1936 Верблюд — через игольное ушко – Žebrák Josef Pešta
- 1935 Ať žije nebožtík … Petr Suk
- 1935 Jedenácté přikázání … Jiří Voborský
- 1934 Mazlíček … Dr. Alois Pech, vězeňský knihovník
- 1934 Poslední muž … Prof. Alois Kohout
- 1933 Dům na předměstí … Zajíček
- 1933 Její lékař … Pavel Hodura
- 1933 Okénko
- 1933 Život je pes … Skladatel Viktor Honzl
- 1932 Obrácení Ferdyše Pištory … Richard Rosenstok
- 1932 Zapadlí vlastenci … Adam Hejnů
- 1932 Sestra Angelika … Pavel Ryant
- 1932 Madla z cihelny … Jan Dolanský
- 1931 Dobrý voják Švejk … MUDr. Katz
- 1931 Načeradec, král kibiců … Richard Načeradec
- 1931 Kariéra Pavla Čamrdy … Vokoun
- 1931 Muži v offsidu … Načeradec
- 1930 Když struny lkají … Host v baru
- 1929 Z českých mlýnů
- 1925 Josef Kajetán Tyl … Šlik